# QBD (electrònica)
QBD és el terme aplicat a la mesura de càrrega a avaria d'un dispositiu semiconductor. És un mètode de prova destructiu estàndard utilitzat per determinar la qualitat dels òxids de la porta en dispositius MOS. És igual a la càrrega total que passa per la capa dielèctrica (és a dir, la fluència d'electrons o forats multiplicada per la càrrega elemental) just abans de la fallada. Així, QBD és una mesura de la ruptura de l'òxid de la porta depenent del temps. Com a mesura de la qualitat de l'òxid, el QBD també pot ser un predictor útil de la fiabilitat del producte en condicions d'estrès elèctric especificades.

## Mètode de prova
S'aplica tensió a l'estructura MOS per forçar un corrent controlat a través de l'òxid, és a dir, per injectar una quantitat controlada de càrrega a la capa dielèctrica. Mitjançant la mesura del temps després del qual la tensió mesurada cau cap a zero (quan es produeix una avaria elèctrica) i integrant el corrent injectat al llarg del temps, es determina la càrrega necessària per trencar l'òxid de la porta.
Aquesta integral de càrrega de porta es defineix com: {\displaystyle Q_{\text{bd}}=\int _{0}^{t_{\text{bd}}}i(t)\,dt} on {\displaystyle t_{\text{bd}}} és el temps de mesura al pas just abans de l'avaria destructiva de l'allau.

### Variants
Hi ha cinc variants comunes del mètode de prova QBD:
1. Rampa de tensió lineal (procediment de prova de rampa en V que implica la corba característica de corrent-tensió (IV) utilitzant una tensió creixent i/o decreixent linealment com en una ona de dent de serra o una ona triangular)
2. Estrès de corrent constant (CCS)
3. Rampa de corrent exponencial (ECR) (que implica la corba característica de corrent-tensió (IV) utilitzant una tensió exponencialment creixent i/o decreixent com en una forma d'ona basada en la càrrega/descàrrega constant de temps RC) o (procediment de prova de rampa J)
4. Rampa J limitada (una variant del procediment de rampa J, en què la rampa de corrent s'atura a un nivell d'estrès definit i continua com una tensió de corrent constant).
5. Rampa de corrent lineal (LCR) (que implica la corba característica de corrent-tensió (IV) utilitzant un corrent linealment creixent i/o decreixent com en una ona de dent de serra o ona triangular)

Per al procediment de prova de rampa V, el corrent mesurat s'integra per obtenir QBD. El corrent mesurat també s'utilitza com a criteri de detecció per acabar la rampa de tensió. Un dels criteris definits és el canvi de pendent de corrent logarítmica entre passos successius de tensió.

### Anàlisi
La distribució acumulada de QBD mesurada s'analitza habitualment mitjançant un gràfic de Weibull.

## Normes
Estàndard JEDEC
- JESD35-A – Procediment per a les proves a nivell d'oblies de dielèctrics prims, abril de 2001